# Україна (поїзд № 18/17)
«Чорноморський Кавка́з» — нічний швидкий поїзд № 18/17 з групою фірмових вагонів 2-го класу Південно-Західної залізниці сполученням Київ — Адлер/Анапа. Протяжність маршруту складала — 2288 км. З 2015 року потяг скасований.

## Історія
Поїзд курсував під іменною назвою «Чорноморський Кавказ», що пов'язано з маршрутом його руху, який прямував на Чорноморське узбережжя Кавказу, але незабаром поїзду скасували цю іменну назву.
Швидкий поїзд Київ — Адлер до 1998 року прямував через станції Фастів I, Імені Тараса Шевченка, Знам'янка-Пасажирська, Дніпропетровськ-Головний і далі звичним маршрутом. Після 1998 року поїзду змінено маршрут руху через станцію Миронівка, замість Фастова I.
2001 року (на зимовий графік руху 2001/2002 рр.), поїзд № 18/17 Київ — Адлер об'єднали з потягом «Маяк» № 46/45 Львів — Адлер, від станції Імені Тараса Шевченка курсували об'єднаним складом під № 46/18—45/17 Львів — Київ — Адлер. У графіку руху на 2002/2003 рр. поїзди були роз'єднані, але відновлені до 2004 року. З 2005 року поїзди знову курсували окремими складами.
З 2006 року поїзд курсував через станції Дніпропетровськ-Південний та Первомайська (об'їзд головних станцій Дніпра та Ростова-на-Дону), що дало змогу його прискорити на маршруті руху. Незабаром вагони безпересадкового сполучення були скасовані.
З 1 липня 2011 року була можливість пересісти на приміський потяг до станції Сухумі, аналогічно із потягом № 46/45 Львів — Адлер.
У графіку руху на 2012/2013 рр. поїзд курсував до станції Анапа, але потім знову відновлено маршрут руху до Адлера.
З 24 січня по 23 лютого 2014 року поїзд курсував щоденно, через Зимові Олімпійські ігри 2014. Аналогічно з поїздом № 302/301 з Мінська та поїздом № 24/23 з Москви (до 2014 року курсував територією України).
З 31 липня 2014 року, через війну на сході України, поїзд курсував територією України через станції Синельникове II, Павлоград I, Лозова, Харків-Пасажирський, Куп'янськ-Вузловий, Тополі, Валуйки. Аналогічно з потягом № 26/25 сполученням Київ — Кисловодськ.
22 серпня 2014 року, через схід з рейок цистерн на Черкащині,поїзду було змінено маршрут руху через станцію Черкаси.
З 2015 року поїзд був скасований.

## Інформація про курсування
Поїзд курсував цілий рік. На маршруті руху зупинявся на 28 проміжних станціях.

## Склад поїзда
Поїзд формувався у вагонному депо ЛВЧД-1 станції Київ-Пасажирський і до 2015 року (рік скасування поїзда) курсував у спільному обороті з поїздом «Каштан» № 26/25 сполученням Київ — Кисловодськ.
Поїзд складався з 15 фірмових вагонів різних класів комфортності:
- 1 Вагон класу Люкс;
- 4 плацкартних;
- 10 купейних.

Нумерація вагонів при відправленні від Києва та прибутті з Адлера була зі східної сторони вокзалу.

## Вагони безпересадкового сполучення
У складі поїзда курсували декілька вагонів безпересадкового сполучення за маршрутами:
- Київ — Новоросійськ (під час курортного сезону);
- Кривий Ріг — Адлер (під час курортного сезону);
- Луганськ — Адлер (1 раз в 4 дні);
- Донецьк — Адлер (1 раз в 4 дні).

## Подія
29 червня 2014 року приблизно о 02:00 годині ночі, в результаті підриву залізничного мосту біля станції Зелений Колодязь, поїзд був повернений на станцію Мохнач зі змінено маршруту руху через станцію Лисичанськ.